# Martin Fejer
Martin Michael Fejer (* um 1954) ist ein US-amerikanischer Physiker, der sich mit der Entwicklung von optischen Geräten und Nichtlinearer Optik befasst.
Fejer erwarb seinen Bachelor-Abschluss 1977 an der Cornell University und wurde 1986 an der Stanford University in Angewandter Physik promoviert (Single crystal fibers: growth dynamics and nonlinear optical interactions). Seitdem lehrt er in Stanford, wo er 1986 Acting Assistant Professor, 1989 Assistant Professor, 1994 Associate Professor und 2000 Professor für Angewandte Physik wurde. 
Er ist am Ginzton Laboratory und seit 1992 Ko-Direktor (mit Robert Byer und David A. B. Miller) des Stanford Photonics Research Center.
Von 2002 bis 2005 stand er der Abteilung Angewandte Physik in Stanford vor. Das Amt übernahm er 2016 erneut. Von 2005 bis 2010 war er Senior Associate Dean für Naturwissenschaften.
Er befasst sich mit nichtlinearer Optik und optischen Wellenleitern, speziell der Verwendung mikrostrukturierter nichtlinearer optischer Materialien (zum Beispiel Halbleiter, Ferroelektrika) für optische Signalverarbeitung und Wellenlängen-Konversion in Geräten für die Telekommunikation, für Sensor-Optik und optische Präzisionsmessungen. Er befasst sich auch mit Optik für die Luftfahrt und Optik mit ultrakurzen Laserpulsen.
Er veröffentlichte über 340 wissenschaftliche Arbeiten und hält 36 Patente (2013).
Er ist Fellow der Optical Society of America und im Rat von IEEE LEOS. 1998 erhielt er mit Byer den R. W. Wood Prize. 2016 wurde er in die National Academy of Sciences gewählt.